# One of Us Is Lying (serie de televisión)
One of Us Is Lying (Alguien está mintiendo en España e Hispanoamérica) es una serie de televisión web estadounidense de misterio y drama basada en la novela homónima de Karen M. McManus publicada en 2017. Desarrollada por Erica Saleh, fue estrenada para Estados Unidos el 7 de octubre de 2021 en Peacock, y para el público internacional el 18 de enero de 2022 en la plataforma Netflix. en enero de 2023, la serie fue cancelada después de dos temporadas.

## Sinopsis

#### Temporada 1
En el instituto Bayview, cinco estudiantes -Simon, Addy, Cooper, Bronwyn y Nate- son castigados. Simon, conocido por crear un grupo de cotilleo en Internet llamado About That con su amiga Janae para delatar a sus compañeros, sufre una reacción alérgica mortal. Cada estudiante tenía un motivo para matar a Simon, y después de que se determina que su muerte no fue un accidente, se inicia una investigación. Un usuario anónimo revela los secretos del grupo en About That, e intentan trabajar juntos para encontrar al asesino. Ellos, junto con Janae, determinan más tarde que el exnovio de Addy, Jake, mató a Simon, pero accidentalmente le disparan.

#### Temporada 2
Un usuario llamado «Simon Says» les dice a Addy, Cooper, Bronwyn, Nate y Janae que deben hacer lo que ellos dicen o se enviará a la policía un vídeo que demuestre que mataron a Jake. Simon Says hace varias peticiones mientras el grupo intenta averiguar su identidad. Cuando deducen que «Simón Dice» es Fiona, la tutora de Nate, ésta les exige que entreguen a Addy, quien apretó el gatillo de la pistola y mató a Jake. El grupo incrimina a Fiona por el asesinato de Jake, y ella muere en la cárcel.

## Reparto

### Principal
- Annalisa Cochrane como Addy Prentiss, una animadora popular
- Chibuikem Uche como Cooper Clay, un lanzador de béisbol en el armario con una carrera prometedora
- Marianly Tejada como Bronwyn Rojas, una triunfadora enfocada en su futuro
- Cooper van Grootel como Nate Macauley, un estudiante y traficante de drogas en libertad condicional
- Barrett Carnahan como Jake Riordan, el capitán del equipo de fútbol y novio de Addy.
- Jessica McLeod como Janae Matthews, la mejor amiga de Simon
- Mark McKenna como Simon Kelleher, el creador de un grupo de chismes en línea que muere durante la detención (temporada 1, temporada 2 de invitado)
- Melissa Collazo como Maeve Rojas, la hermana menor de Bronwyn
- Sara Thompson como Vanessa Clark, la mejor amiga de Addy y la novia de TJ (temporada 2, temporada recurrente 1)
- Alimi Ballard como Kevin Clay, padre y entrenador de Cooper (temporada 2, temporada recurrente 1)

### Recurrente
- Zenia Marshall como Keely, la novia de Cooper
- George Ferrier como TJ Forrester, el mejor amigo de Jake que está enamorado de Addy
- Martin Bobb-Semple como Evan, el novio de Bronwyn
- Karim Diane como Kris, el novio secreto de Cooper
- Jacque Drew como la detective Wheeler, investigadora de la muerte de Simon
- Valerie Cruz como Isabella Rojas, madre de Bronwyn y Maeve
- Hugo Ateo como Javier Rojas, padre de Bronwyn y Maeve (temporada 1)
- Miles J. Harvey como Lucas Clay, el hermano menor de Cooper (temporada 1)
- Ali Liebert como Ann Prentiss, la madre de Addy
- Purva Bedi como directora Gupta, directora del colegio
- Andi Crown como la Sra. Avery, profesora de física AP en Bayview High (temporada 1)
- Errol Shand como Brad Macauley, el padre de Nate (temporada 1)
- Aidee Walker como Ellen Macauley, la madre de Nate
- Joe Witkowski como Cole Riordan, el hermano de Jake (temporada 2)
- Doralynn Mui como Fiona Jennings, una nueva estudiante en Bayview (temporada 2, temporada invitada 1)
- Emma Jenkins-Purro como Giselle Ward, la supuesta amante de Jake (temporada 2)

## Producción
One of Us Is Lying es la novela debut de Karen M. McManus. En septiembre de 2017, Universal Content Productions anunció que había adquirido los derechos del libro para producir una adaptación en formato de serie de televisión, la cual sería estrenada en E!. En agosto de 2019, el proyecto fue mudado a NBCUniversal, que le dio al entonces inédito servicio de transmisión Peacock su primer pedido piloto con la serie. En septiembre de 2019, se informó que Jennifer Morrison se encargaría de dirigir el episodio piloto. Las audiciones comenzaron ese mismo mes, y en octubre, Marianly Tejada, Cooper van Grootel, Annalisa Cochrane, Chibuikem Uche, Jessica McLeod, Barrett Carnahan y Melissa Collazo fueron anunciados como parte del elenco.
El rodaje del episodio piloto tuvo lugar entre el 2 y el 20 de noviembre de 2019. El 12 de agosto de 2020, el proyecto se convirtió en el primero de la plataforma Peacock en recibir un pedido en serie. Los siete episodios restantes comenzaron a rodarse en Nueva Zelanda el 10 de mayo de 2021. En julio de ese año, Mark McKenna fue confirmado como parte del elenco; Martin Bobb-Semple, Karim Diane, George Ferrier, Miles J. Harvey, Zenia Marshall y Sara Thompson fueron anunciados como parte del elenco recurrente en agosto; mientras que Alimi Ballard fue confirmada en octubre. En una entrevista, se le preguntó al showrunner de la serie Darío Madrona —creador de Élite—si la serie se mantendría fiel a su material original; respondió diciendo: "Hemos sido fieles al espíritu de la historia, los temas y los personajes, pero también hemos tratado de agregar algunos pequeños giros aquí y allá para poder sorprender a los lectores del libro".

## Temporadas

### Estreno Peacock
| Temporada | Temporada | Episodios | Episodios             | Lanzamiento original  | Lanzamiento original  |
| --------- | --------- | --------- | --------------------- | --------------------- | --------------------- |
|           | 1         | 8         | 3                     | 7 de octubre de 2021  | 7 de octubre de 2021  |
| 3         | 1         | 8         | 14 de octubre de 2021 | 14 de octubre de 2021 |                       |
| 2         | 1         | 8         | 21 de octubre de 2021 | 21 de octubre de 2021 |                       |
|           | 2         | 8         | 8                     | 20 de octubre de 2022 | 20 de octubre de 2022 |

### Estreno Netflix Mundialmente
| Temporada | Temporada | Episodios | Episodios | Lanzamiento original    | Lanzamiento original    |
| --------- | --------- | --------- | --------- | ----------------------- | ----------------------- |
|           | 1         | 8         | 8         | 18 de enero de 2022     | 18 de enero de 2022     |
|           | 2         | 8         | 8         | 16 de noviembre de 2022 | 16 de noviembre de 2022 |

## Episodios

### Temporada 1
Para su estreno en Peacock, los 8 episodios se divieron en 3 partes de 3, 3 y 2 episodios que se estrenaron el 7, 14 y 21 de octubre de 2021. En Netflix se estrenó internacionalmente el 18 de enero de 2022.
| N.º | Título                                                                | Dirigido por      | Escrito por                               | Fecha de emisión original |
| --- | --------------------------------------------------------------------- | ----------------- | ----------------------------------------- | ------------------------- |
| 1 | «Pilot» «Piloto»                                                      | Jennifer Morrison | Erica Saleh                               | 7 de octubre del 2021     |
| Simon es un estudiante de secundaria conocido por crear About That, un grupo de chismes en línea donde publica información personal y reveladora sobre sus compañeros de clase. Al comienzo de un nuevo año escolar, cinco estudiantes, Simon, Addy, Cooper, Bronwyn y Nate, reciben detención. Después de beber un vaso de agua, Simon sufre una reacción alérgica repentina y fatal. Nate se da cuenta de que Bronwyn ha robado la computadora portátil de Simon. A la mañana siguiente, los cuatro estudiantes son presentados al oficial Miller, quien inició una investigación sobre la muerte de Simon, que fue el resultado de una alergia al maní que se generó cuando se insertaron rastros de aceite de maní en la taza de la que estaba bebiendo. Nate anima a Bronwyn a devolver la computadora portátil. Cooper habla con su hermano Lucas y expresa sus luchas con salir del armario. Nate, que está en libertad condicional, sigue vendiendo drogas. Al día siguiente, Addy comienza a tomar medicamentos para lidiar con el estrés que tiene como resultado de la muerte de Simon. Por la noche, se lleva a cabo un servicio conmemorativo para Simon, donde su mejor amiga Janae canta "Fuck You" de Lily Allen. En "About That", un usuario anónimo confiesa haber asesinado a Simon. Más tarde, Bronwyn descubre que falta la computadora portátil de Simon. |                                                                       |                   |                                           |                           |
| 2 | «One of Us Is Grieving» «Alguien está de duelo»                       | John S. Scott     | Molly Nussbaum                            | 7 de octubre del 2021     |
| El secreto de Addy es que está engañando a su novio Jake con su mejor amigo TJ Forrester, quien también es el novio de su mejor amiga Vanessa. Si bien la novia de Cooper, Keely, sabe que es homosexual, su secreto es que tiene una relación confidencial con Kris, un estudiante de primer año de la universidad. En la escuela, al detective Wheeler se le permite registrar los casilleros que pertenecen a Addy, Cooper, Bronwyn y Nate. Después de encontrar una sustancia que contiene aceite de maní en el casillero de Addy, Wheeler confirma que los cuatro estudiantes ahora son sospechosos en una investigación de asesinato. Por la noche, Kris se entera de que Cooper todavía está en la escuela secundaria y lo confronta por mentir sobre estar en la universidad; siguen viéndose después de una discusión. Al día siguiente, los cuatro estudiantes concluyen que alguien los preparó para asistir a un evento en la casa de Simon. Allí, Jake roba el diario de Simon y Addy le dice al resto del grupo que escuchó a Wheeler mencionar la posibilidad de que los cuatro trabajaron juntos para asesinar a Simon. En "About That", el usuario anónimo revela que Addy engañó a Jake, y se revela que la hermana menor de Bronwyn, Maeve, tomó la computadora portátil de Simon.                                                                           |                                                                       |                   |                                           |                           |
| 3 | «One of Us Is Not Like the Others» «Alguien es diferente a los demás» | John S. Scott     | Dayna Lynne North & Harrison David Rivers | 7 de octubre del 2021     |
| Jake rompe con Addy y comienza una pelea con TJ. En "About That", el usuario anónimo revela que Nate una vez le vendió drogas a un estudiante ebrio que casi muere por una sobredosis. En casa, Bronwyn descubre que Maeve era amiga de Simon. En About That, el usuario anónimo dice incorrectamente que Cooper ha estado dopaje. En la escuela, TJ es suspendido después de que Addy mienta que él comenzó la pelea. Bronwyn se enfrenta a Maeve, quien dice que estaba tratando de evitar que su secreto saliera a la luz. Al no hacerlo, el usuario anónimo de "About That" revela que Bronwyn hizo trampa en su examen de química. A la mañana siguiente, Addy le dice a Bronwyn que robó el teléfono de Janae y descubrió mensajes de texto en los que Janae animaba a Simon a borrar la aplicación. Más tarde, Jake le confirma a Addy que su relación ha terminado. En casa, Maeve le dice a Bronwyn que Simon le rompió el corazón cuando comenzó a ghostearla sobre ella. Después de torcerse el hombro, Cooper le compra analgésicos ilícitos a Nate. En un flashback, Simon le cuenta a Cooper sus planes para slir del clóset; Cooper responde llamando a Simon un "matón triste y patético". En un partido de béisbol, Kris rompe con Cooper después de verlo besar a Keely.                                                                                      |                                                                       |                   |                                           |                           |
| 4 | «One of Us Is Famous» «Alguien sale en las noticias»                  | Sophia Takal      | Erica Saleh                               | 14 de octubre del 2021    |
| La investigación del asesinato se convierte en noticia nacional en parte debido a que Simon es el hijo del alcalde. El novio de Bronwyn, Evan, le dice que no se preocupe. Cooper se hace una prueba de drogas y se enfrenta a su padre Kevin Clay cuando los resultados muestran que ha estado tomando analgésicos. Juntos, los cuatro estudiantes deciden convertir a Janae en sospechosa, pero no lo hacen. En casa, Maeve le muestra a Bronwyn que alguien cambió el secreto de Cooper en "About That" antes de que se publicara. En un flashback, se revela que Janae era la estudiante intoxicada a la que Nate le vendía drogas. Al encontrarla inconsciente, Nate pudo salvarla de una sobredosis. En el presente, Kevin sufre un ataque al corazón, Cooper se declara homosexual ante el grupo y el usuario anónimo de "About That" revela que el grupo ha estado celebrando reuniones privadas. Como resultado, Evan y Bronwyn se separan y la policía obtiene órdenes para registrar las casas de los cuatro estudiantes pero no encuentra nada. Por la noche, Bronwyn y Nate destruyen la computadora portátil de Simon y Maeve envía un disco duro al departamento de policía. En un flashback, Simon amenaza a Nate con arruinar su vida. De vuelta a casa, Nate se encuentra con el inesperado regreso de su madre.                                              |                                                                       |                   |                                           |                           |
| 5 | «One of Us Is Cracking» «Alguien se está quebrando»                   | Sophia Takal      | Daniel Pearle                             | 14 de octubre del 2021    |
| La detective Wheeler le muestra a Bronwyn un video del disco duro de Simon donde parecen estar peleando. Addy y Cooper comienzan a sospechar de Bronwyn y Nate por no decirles que tenían la computadora portátil de Simon. Kevin le dice a Cooper que está orgulloso de él por mantener su sexualidad en secreto. Más tarde, Kris y Cooper comienzan a hablar nuevamente. Se aconseja a Nate que se mude con su madre debido a su historial de arrestos. En About That, el usuario anónimo publica el video de la pelea entre Bronwyn y Simon. Mientras tanto, Addy conecta varias pruebas y sostiene a Janae a punta de cuchillo, acusándola de ser la usuaria anónima; Janae admite haber revelado los secretos del grupo y también cambió el secreto de Cooper para evitar sacarlo a la luz, pero dice que no publicó los videos de la reunión del grupo ni de la pelea de Bronwyn con Simon. Un flashback revela que Bronwyn amenazó con asesinar a Simon después de descubrir que estaba recibiendo fotos sexualmente explícitas de Maeve. En el presente, Cooper le revela a Kris que se mudó de su estado natal después de que lo arrestaran por una pelea que no comenzó. Por la noche, Addy es perseguida por un extraño antes de encontrarse con Nate. |                                                                       |                   |                                           |                           |
| 6 | «One of Us Is Dancing!» «¡Alguien está bailando!»                     | Benjamin Semanoff | Rick Montano & Vincent Ingrao             | 14 de octubre del 2021    |
| Al regresar de la escuela, Janae y Addy expresan su creencia de que TJ asesinó a Simon. Bronwyn y Nate descubren que TJ y Simon tuvieron un altercado el día de la muerte de este último, pero solo Simon recibió detención. Mientras tanto, Keely revela que ella fue quien filtró el engaño de Addy a Simon, y ella y Cooper se separaron. Después de que TJ atrapa a Addy tratando de robar su teléfono, Maeve investiga el casillero de Addy y encuentra un autoinyector de epinefrina (EpiPen) que el grupo destruye. Concluyen que TJ no es el asesino. Varios flashbacks revelan que tanto Janae como Simon tenían sentimientos por Maeve. Cuando Simon hizo el primer movimiento, una Janae intoxicada le compró drogas a Nate. Simon más tarde eclipsó a Maeve y se disculpó con Janae. En el presente, Janae le confiesa sus sentimientos a Maeve y la pareja se besa. El resto del grupo pilla a Vanessa haciéndoles fotos. En lugar de irse, deciden celebrar su último regreso a casa. TJ le dice a Addy que le dio a Simon información reveladora sobre su maestra, la Sra. Avery, alguien de quien el grupo había sospechado previamente. El detective Wheeler ingresa a la escuela y arresta a Nate por el asesinato de Simon. Afuera, un oficial de policía encuentra varios EpiPen escondidos en la motocicleta de Nate.                                      |                                                                       |                   |                                           |                           |
| 7 | «One of Us Is Not Giving Up» «Alguien no quiere rendirse»             | Ben Semanoff      | Molly Nussbaum & Anthony Johnston         | 21 de octubre del 2021    |
| Se alienta a Nate a aceptar un acuerdo de culpabilidad que lo condene a homicidio involuntario para evitar una posible cadena perpetua. El resto del grupo descubre que la Sra. Avery se reúne en secreto con Vanessa, quien revela que tuvo un aborto. La Sra. Avery admite que su secreto fue romper la política de la escuela para ayudar a Vanessa a abortar sin el consentimiento de sus padres. En un flashback, Simon le dice a la Sra. Avery que no revelará su secreto si detiene a Addy, Cooper, Bronwyn y Nate. En el presente, el grupo recuerda que la Sra. Avery los dejó solos con Simon el primer día de clases para enfrentarse a varios bromistas que estaban corriendo desnudos, dándole una coartada. El grupo se entera de que a los corredores se les pagó de forma anónima para realizar la broma y concluye que Simon se suicidó. El grupo le cuenta su teoría al detective Wheeler, quien dice que los investigadores ya descartaron el suicidio como causa de la muerte de Simon. Por la noche, Bronwyn envía una declaración personal a la Universidad de Yale admitiendo que hizo trampa en su examen de química. Ella les dice a sus padres que está enamorada de Nate y quiere ayudarlo. Mientras tanto, Addy vuelve a estar con Jake y descubre que estaba hablando con Simon antes de morir.                                                    |                                                                       |                   |                                           |                           |
| 8 | «One of Us Is Dead» «Alguien murió»                                   | John S. Scott     | Darío Madrona                             | 21 de octubre del 2021    |
| Bronwyn usa el dinero que estaba ahorrando para la universidad para ayudar a Nate a pagar la fianza. Juntos, el grupo confronta a Jake sobre sus mensajes de texto con Simon. Jake afirma que estaba chateando con un usuario aleatorio en busca de información sobre sus compañeros de clase. Varios flashbacks revelan que Jake sabía que Addy lo estaba engañando y que Jake ayudó a Simon a planear un intento de suicidio en el que Jake lo rescataría. En el presente, el grupo asiste a una fiesta de Halloween en la casa de Jake para investigar. Addy traiciona a Jake y hace una copia de sus mensajes de texto. Jake saca un arma y la persigue por el bosque. Cooper llega, pero Jake lo ve, quien lo sostiene a él y a Addy a punta de pistola. Jake revela que quería incriminar a Addy frustrando el intento de suicidio de Simon porque quería matar al "genio que realmente creía que podía jugar conmigo". Janae aparece y golpea a Jake con un bate. Los cuatro luchan por el arma. Bronwyn y Nate llegan cuando Jake es asesinado a tiros. Dos semanas después, las noticias informan que Jake se escapó, pero Vanessa y muchos otros siguen siendo escépticos. En la escuela, Addy, Cooper, Bronwyn, Nate y Janae reciben mensajes de texto de un usuario llamado "Simon Says" que sabe que mataron a Jake.                                               |                                                                       |                   |                                           |                           |

### Temporada 2 (2022)
En Peacock, los 8 episodios se estrenaron el 20 de octubre de 2022. En Netflix se estrenaron internacionalmente el 16 de noviembre de 2022.
| N.º | Título                             | Fecha de emisión original |
| --- | ---------------------------------- | ------------------------- |
| 1   | «Simon dice: "El juego empezó"»    | 20 de octubre de 2022     |
| 2   | «Simon dice: "Tic Tac"»            | 20 de octubre de 2022     |
| 3   | «Simon dice: "Hagámoslo personal"» | 20 de octubre de 2022     |
| 4   | «Simon dice: "¡Los tengo!"»        | 20 de octubre de 2022     |
| 5   | «Simon dice: "¡Jo, jo, jo!"»       | 20 de octubre de 2022     |
| 6   | «Simon dice: "Mejor que ores"»     | 20 de octubre de 2022     |
| 7   | «Simon dice: "Se acabó el tiempo"» | 20 de octubre de 2022     |
| 8   | «Simon dice: "El juego terminó"»   | 20 de octubre de 2022     |

## Recepción
Los primeros tres episodios se estrenaron en Peacock el 7 de octubre de 2021 y fueron seguidos por tres episodios el 14 de octubre y los dos últimos episodios el 21. En el sitio web del agregador de reseñas Rotten Tomatoes, el 88% de las reseñas de 8 críticos son positivas, con una calificación promedio de 7.0/10.
Antes de su estreno, a los críticos se les dieron los primeros tres episodios para revisar. John Anderson del periódico The Wall Street Journal, dijo que la serie era difícil de categorizar y escribióː «lo que distingue a la serie como narración es la forma en que se abre camino a través de sus diversos puntos de la trama, sin la necesidad de explicaciones o desarrollo narrativo. No necesito todo eso. La conclusión será una sorpresa, se supone. Pero llegar allí es, como se podría decir en la clase de francés, un Déjà vu». Brad Newsome de The Sydney Morning Herald comentó que la historia «modifica hábilmente su equilibrio de sospechas para mantener las cosas interesantes, pero son McKenna y Van Grootel quienes realmente llaman la atención».
Por su parte, Angie Han de The Hollywood Reporter comentó que a la serie le faltaba una chispa que la diferenciara de una programación similar, con personajes que se sienten como "arquetipos", un «estado de ánimo agrio y adusto, con pocos momentos de ligereza o crudo dolor» y colores apagados que «mantienen las emociones del programa al alcance de la mano. La historia avanza a un ritmo indoloro, y los personajes son lo suficientemente agradables, si no lo suficientemente interesantes como para amarlos. Pero sin peculiaridades notables o ideas profundas, también es una serie que parece probable que desaparezca de la memoria tan pronto como termine el atracón».